# Mount Carroll, Illinois
Mount Carroll är huvudorten i Carroll County, Illinois, USA